# Behábád megye
Behábád megye (perzsául: شهرستان بهاباد)  Irán Jazd tartományának legkeletebbi megyéje az ország középső részén.
Északon Ardakán megye, keleten Dél-Horászán tartomány, délen Kermán tartomány, nyugaton Báfg megye, határolja. Székhelye és egyetlen városa Behábád. Két kerületre oszlik (Központi kerület (Báfg megye) és Ászfidzs kerület). Lakossága a 2016-os népszámlálás szerint 17.221 fő volt.